# Marc Lawrence (Drehbuchautor)
Marc Lawrence (* 22. Oktober 1959 in New York, NY) ist ein US-amerikanischer Drehbuchautor, Filmproduzent und Regisseur.

## Leben
Erste Erfolge konnte Lawrence Mitte der 1980er als Produzent und Autor der Fernsehserie Familienbande verbuchen. Nachdem er in für die Serien Monty und Pride & Joy tätig gewesen war, schrieb Lawrence 1999 das Drehbuch zu Auf die stürmische Art mit Ben Affleck. 2000 war er als Drehbuchautor und Produzent an Miss Undercover beteiligt. Sein Regiedebüt lieferte Marc Lawrence 2002 mit der Komödie Ein Chef zum Verlieben ab. Für diesen Film war er des Weiteren auch für die Produktion sowie das Drehbuch verantwortlich, genauso wie 2005 bei Miss Undercover 2 – Fabelhaft und bewaffnet. Weitere Produktionen folgten.

Seine Kinder sind die Musiker Clyde und Gracie Lawrence.

## Filmografie

### Drehbuch & Produktion
- 1987/1988: Familienbande (Family Ties)
- 1993: Hilfe! Jeder ist der Größte (Life with Mikey)
- 1999: Auf die stürmische Art (Forces of Nature)
- 2000: Miss Undercover (Miss Congeniality)
- 2002: Ein Chef zum Verlieben (Two Weeks Notice)
- 2005: Miss Undercover 2 – Fabelhaft und bewaffnet (Miss Congeniality 2: Armed and Fabulous)
- 2007: Mitten ins Herz – Ein Song für dich (Music and Lyrics)
- 2009: Haben Sie das von den Morgans gehört? (Did you hear about the Morgans?)
- 2014: Wie schreibt man Liebe? (The Rewrite)

### Regie
- 2002: Ein Chef zum Verlieben (Two Weeks Notice)
- 2007: Mitten ins Herz – Ein Song für dich (Music and Lyrics)
- 2009: Haben Sie das von den Morgans gehört? (Did You Hear About the Morgans?) (auch Drehbuch)
- 2014: Wie schreibt man Liebe? (The Rewrite)
- 2019: Noelle